# 김성수 (주교)
김성수(金成洙, 1930년 6월 12일 - )는 초대 성공회 한국관구장, 제2대 성공회 서울교구장이었으며,  제 3~4대 성공회대학교 총장을 역임했다. 신명은 시몬이다.

## 생애

### 성공회 가정
1930년 강화군 온수리에서 할아버지 때부터 신앙을 계승한 성공회 신자 가정에서 태어났다. 서울 교동초등학교를 졸업한 후 배재중학교에 진학하였다.
1957년 단국대학교 정치학과를 졸업하였다.
학생시절 폐결핵에 걸려 학업을 중단했으나, 기적적으로 병이 나아서 연세대학교 신과대학과 성 미가엘신학원(현재 성공회대학교)에 입학했다.

### 저임금노동자들과의 만남
김성수 신학생은 하루 종일 일해도 꽁보리밥 한 그릇을 겨우 먹을 수 있는 노동자들의 비참한 삶을 목격하면서부터 어려운 사람들에 대해서 생각하게 되었고, 그러한 생각은 1964년 사제 서품을 받은 후 1974년부터 대한민국 최초의 지적장애인 특수학교인 성 베드로 학교장으로 봉사하는 원동력이 되었다.

### 성공회 주교
1984년 주교서품, 1993년 관구장 대주교로 승품되었으며, 선친으로부터 받은 강화도 온수리 3,000평 대지에 지적 장애인 직업재활시설인 우리마을을 설립하여 장애인들이 일할 곳을 마련하였다. 또 장애를 가진 환자들이 치료받을 수 있는 재활병원건립을 목적으로 하는 복지기관인 푸르메재단 이사장으로 재임했었다.

## 활동
1964년 서른넷 늦은 나이에 사제가 된 김성수 신부는 교구의 인사발령으로 국내 첫 지적장애인 특수학교인 성 베드로 학교장으로 10년 넘게 일했다. 성 베드로 학교가 만들어진 1979년에는 지적 장애인들의 장애를 배려한 교육이 없던 때였으니, 성 베드로 학교는 그 존재함만으로도 선각자였다. 1987년 성공회 서울교구장 시절엔 서울주교좌성당에서 6·10 국민대회의 서막이 된 '4·13호헌 철폐를 위한 미사'를 집전함으로써 6월 민주항쟁에 함께 했다. 지금도 서울주교좌성당에는 6월민주항쟁의 시작지를 기념하는 기념비가 있다. 서울 상계동 철거민촌에서 가난한 사람들을 섬기기 위해 시작된 '성공회 나눔의 집' 운동, 외국인노동자 쉼터인 경기도 마석 '샬롬의 집' 등이 모두 그가 교구장으로 있을 때 자리를 잡았다. 8년간 성공회대 총장 재직 땐 '등록금을 밥값으로 낭비할 수 없다'며 판공비를 모두 반납했다.
초대 성공회 한국관구장, 성공회대 총장 등을 지낸 김 주교는 1999년 조상 대대로 물려받은 땅을 내놓아 공동체를 세웠다. 김 주교는 인천시 강화군 길상면 온수리에 지적장애인 직업재활 공동체 '우리 마을'. '촌장'으로 세상을 섬기는 활동으로 강원도 인제군 하늘내린센터에서 열리는 만해대상의 평화 부문 수상자로 결정되었다. 2020년에는 호암재단이 주관하는 호암 사회봉사상을 수상했다.

## 같이 보기
- 대한성공회
- 이천환

## 참조
1. ↑  엠파스 인물정보
2. ↑  신년 종교인 대담/잘 사는 것은 무엇인가 김성수 주교[깨진 링크(과거 내용 찾기)],
2003년 1월 3일, 한국일보
3. ↑  성공회에서는 개신교와 달리 성직자가 자신의 맘대로가 아니라 교구로부터 받는 인사발령에 따라 성당이나 교구청, 교구산하 사회복지기관 등으로 발령받는다.
4. ↑  용인 이태훈기자 (2013년 8월 10일). “장애인 마을서 콩나물 심는 '촌장 주교님'”. 서울신문. 2010년 8월 10일에 확인함.